# Сан Ю
Сан Ю (бирм. စန်းယု, англ.  San Yu, У Сан Ю 3 марта 1918, Проме, округ Пегу, Британская Бирма — 30 января 1996, Янгон, Мьянма) — мьянманский политический и военный деятель, Президент Социалистической Республики Бирманский Союз в 1981 — 1988 годах.

## Биография
Родился 3 марта 1918 года в Тегоне близ города Проме, округ Пегу, Британская Бирма, в семье этнического китайца Сан Пе (англ. San Pe) и его жены Шве Лай (англ. Shwe Lai). Мать рано умерла и отец женился повторно. Сан Ю до возраста 5 лет жил у бабушки, затем вернулся в семью отца. Учился в национальных и государственных школах, однажды он был арестован вместе с другими учениками за активное участие в забастовке в школе. 
Два года обучался в медицинском колледже Рангунского университета, который оставил в 1942 году (после 2 курса) в связи с началом войны. Участвовал в движении студенческого союза и студенческой забастовке.

### Военная карьера
В 1942 году присоединился в Проме к возглавляемой Аун Саном Армии освобождения Бирмы в качестве младшего офицера. 14 января 1946 года был официально зачислен в 3-й Бирманский стрелковый батальон армии Бирмы в звании младшего (второго) лейтенанта. 23 января 1947 года получил звание капитана и был назначен заместителем командира роты в том же батальоне. 24 февраля 1949 года, в разгар гражданской войны, произведён в майоры и получил должность заместителя командира батальона. Командование отмечало его строгую лояльность и исполнительность, и уже 25 ноября 1949 года он стал подполковником и командиром 1-го Каренского стрелкового батальона. 22 декабря 1950 года переведён в Северный военный округ и принял 1-й Качинский стрелковый батальон. С этого момента служил под началом бригадного генерала У Не Вина, 17 сентября 1952 года был приписан к главной квартире министерства обороны и с 1954 по 1956 год обучался в военном колледже в США.
9 марта 1956 года получил звание полковника и до 1959 года служил в Генеральном штабе, был военным секретарём начальника Генерального штаба генерала У Не Вина. 25 февраля 1959 года, после того, как Не Вин возглавил правительство Бирмы, Сан Ю получил звание бригадного генерала, а 9 апреля того же года был назначен командующим войсками Северного военного округа. 16 августа 1961 года получил назначение командиром 1-й пехотной бригады, а 29 ноября того же года был переведён командующим Северо-Западным военным округом.

### Член Революционного совета и второй человек в Бирме
Когда 2 марта 1963 года генерал Не Вин захватил власть в Бирме, Сан Ю стал членом Революционного совета и командующим сухопутными войсками. 15 февраля 1963 года он был назначен также заместителем начальника Генерального штаба армии (до 1971 года). После того, как более влиятельные лидеры переворота вступили в конфликт с Не Вином и быстро сошли с арены, лояльный Сан Ю выдвинулся на вторую роль в стране.
В 1962 году стал одним из основателей Партии бирманской социалистической программы, с 1965 года занимал должность генерального секретаря Центрального организационного комитета ПБСП, а в июле 1971 года стал генеральным секретарём ПБСП. В 1963—1964 годах входил в Революционное правительство Не Вина как министр финансов и государственных доходов, министр национального планирования, в 1969−1971 годах был министром планирования. В 1971—1974 годах занимал должности заместителя премьер-министра, министра финансов и национального планирования Бирмы, с апреля 1972 года по 1974 год начальником Генерального штаба и министром обороны Бирмы.
25 сентября 1971 года Революционный совет назначил его председателем Комиссии по составлению новой государственной Конституции (англ.  New State Constitution Drafting Commission  (NSCDC)). В этом качестве в течение двух лет, до 1973 года, совершал поездки по городам и провинциям собирая предложения и замечания к новому Основному закону страны. 20 апреля 1972 года Революционный совет официально сообщил, что бригадному ему присвоено звание полного генерала

### Президент Бирмы
15-31 декабря 1973 года новая Конституция была принята на всеобщем референдуме и 3 марта 1974 года вступила в силу. Бирма была провозглашена Социалистической Республикой Бирманский Союз, Сан Ю был избран генеральным секретарём Государственного совета Народного собрания от ПБСП и ступил в должность 26 апреля 1974 года, сохранив пост Генерального секретаря ПБСП (Не Вин оставался лидером партии в качестве председателя ЦК ПБСП). 3 марта 1978 года официально вышел в отставку с военной службы.
8 августа 1981 года Не Вин, выступая на заключительном заседании IV Конгресса ПБСП заявил, что намерен оставить государственные посты и сосредоточиться на партийной работе, сохранив полноту власти в качестве председателя ЦК ПБСП. В октябре того же года прошли выборы в новое Народное собрание.
На первой сессии Народного собрания нового созыва 9 ноября 1981 года Сан Ю был избран Председателем Государственного совета (согласно конституции, автоматически занял также пост президента страны) и был главой бирманского государства в течение семи с лишним лет, оставив за собой также пост генерального секретаря партии. В октябре 1985 года на V Конгрессе партии был избран заместителем председателя ЦК ПБСП.

### Уход из политики
Политическое равновесие в Бирме было нарушено летом 1988 года, когда по стране прокатились студенческие волнения. Недовольство населения режимом стремительно нарастало, и 23 июля 1988 года был созван Чрезвычайный конгресс ПБСП, на открытии которого Не Вин заявил о том, что Сан Ю и ещё четыре партийных и государственных руководителя решили уйти в отставку. Конгресс отклонил почти все эти прошения, но Не Вин и Сан Ю были освобождены от всех партийных и государственных постов. 27 июля сессия Народного собрания избрала новым президентом страны Сейн Лвина и Сан Ю окончательно ушёл из политики. Он поселился в своём доме в пригороде Рангуна, где пережил пик антиправительственных волнений и военный переворот сентября 1988 года.
Скончался 30 января 1998 года в Янгоне.